# Métchif
Le métchif, ou mitchif, est une langue mixte apparue au xixe siècle, et incorporant des éléments de deux langues : le français et le cri (ou cree, langue algonquienne du Canada).
Le métchif est parlé par certains membres de la nation métisse au Canada et dans le nord des États-Unis.

## Origine du nom
Le mot métchif ou mitchif provient du vieux mot français métif signifiant « métis »,. En français du Québec, le /t/ devant /i/, /y/, /j/, /ɥ/ est régulièrement affriqué en [ts], plus rarement en [tʃ] (métsif ou métchif).

## Présentation
Le métchif est principalement composé de noms français, de verbes cris, ainsi que d'emprunts aux lexiques d'autres langues amérindiennes, notamment l'ojibwé et le chipewyan. La forme polysynthétique des verbes cris est présente dans toute sa complexité dans la grammaire du métchif. Des exemples d'emprunts au français sont les mots lawm pour « homme », salay pour « soleil » et lo pour « eau ». Tandis que des exemples d'emprunts au cri sont les verbes meechishouw de michisiw pour manger et wawpouw de wâwpiw pour voir.
Cette langue aurait émergé non pas comme pidgin franco-cri mais comme marque d'identité et occasionnellement comme langue secrète parmi les Métis élevés dans les deux langues. Après un déclin notable de la langue, le métchif connaît un regain d'intérêt grâce à des programmes mis en place par le Ralliement national des Métis en collaboration avec le ministère du Patrimoine canadien et d'autres parties intéressées.
Lors du recensement canadien de 2016, 1 170 personnes ont déclaré avoir le mitchif comme langue principale, la plupart en Saskatchewan (41,9 %) et au Manitoba (17,5 %).

## Syntaxe

### Syntagme nominal
Les noms (dérivés du français, donc) sont pratiquement toujours des formes enclitiques issues d'un déterminant (possessif, article défini) et du nom.
| Français               | Métchif    |
| ---------------------- | ---------- |
| un fusil /œ̃ fyzi/      | aeñ fiizii |
| une maison /yn mɛzɔ̃/   | aen meezoñ |
| le garçon /lə ɡarsɔ̃/   | li garsoñ  |
| la roche /la rɔʃ/      | la rosh    |
| les couteaux /le kuto/ | lii kutu   |
| son manger /sɔ̃ mɑ̃ʒe/   | su mañzhii |
| sa main /sa mɛ̃/        | sa maeñ    |
| mes chiens /me ʃjɛ̃/    | mii shyaeñ |

Des démonstratifs issus du cri peuvent venir déterminer le nom. Ce dernier porte alors la marque du genre (animé or inanimé) du nom cri correspondant.
| Français       | Métchif        | Cri des plaines        |
| -------------- | -------------- | ---------------------- |
| ce garçon-là   | awa li garsoñ  | awa nâpêsis (animé)    |
| cet œuf-là     | ôma li zaef    | ôma wâwi (inanimé)     |
| cette roche-là | awa la rosh    | awa asinîy (animé)     |
| ces hommes-là  | neekik lii zom | neekik nâpêwak (animé) |

Les adjectifs sont d'origine française (le cri n'a pas d'adjectif), et comme en français, ils peuvent être placés avant ou après le nom. Les adjectifs antéposés s'accordent avec le nom. Les adjectifs postposés sont en revanche invariables.

### Ordre des mots
L'ordre des mots est, comme en cri, très libre. Cependant, plus une phrase contient de mots d'origine française, plus l'ordre des mots tend à ressembler à celui du français.
Le Notre Père en métchif et français
| Métchif | Français |
| --- | --- |
| Toñ Periinaan | Notre Père |
| Toñ Periinaan, dañ li syel kayaayeen kiichitwaawan toñ noo. Kiiya kaaniikaanishtaman peetoteiie kaandaweetaman taatochiikateew ota dañ la ter taapishkoch dañ li syel. Miinaan anoch moñ paeñiinaan poneeiiminaan kamachitotamaak, niishtanaan nkaponeemaanaanik anikee kaakiimaiitotaakoyaakuk kayakochii'inaan, maaka pashpii'inaan aayik ochi maachiishiiweepishiwin. Answichil. | Notre Père, qui es aux cieux, Que ton nom soit sanctifié, Que ton règne vienne, Que ta volonté soit faite Sur la terre comme au ciel. Donne-nous aujourd'hui notre pain de ce jour Pardonne-nous nos offenses, Comme nous pardonnons aussi à ceux qui nous ont offensés, Et ne nous soumets pas à la tentation, Mais délivre-nous du mal. Amen. |